# Ernst von Trautson
Ernst Graf von Trautson (* 26. Dezember 1633; † 7. Januar 1702 in Wien), eigentlich Ernst Trautson Reichsgraf zu Falkenstein Freiherr zu Sprechenstein und Schroffenstein, war ein österreichischer römisch-katholischer Geistlicher, der von 1685 bis 1702 Fürstbischof der Diözese Wien war. 

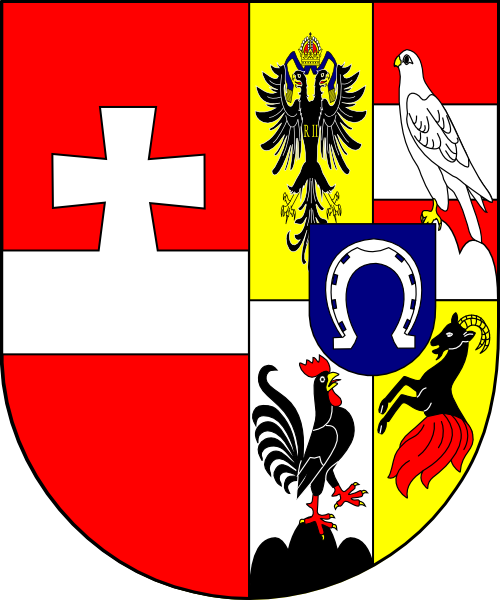
Wappen Trautsons als Fürstbischof von Wien

## Herkunft
Er stammte aus dem Tiroler Uradelsgeschlecht der Trautson, das bereits 1598 in den Stand der Reichsgrafen erhoben worden war. Der jüngste Bruder von Ernst Trautson, Johann Leopold Graf Trautson († 1724) wurde 1711 in den Reichsfürstenstand erhoben. Ein jüngerer Sohn des Fürsten – und damit Neffe von Bischof Ernst Trautson – Johann Joseph Trautson Reichsgraf von Falkenstein war von 1751 bis 1757 Fürsterzbischof von Wien und von 1756 bis 1757 Kardinal.
Ernst war der dritte Sohn von Johann Franz Trautson Reichsgraf zu Falkenstein etc. (* 1609, † Wien 26. März 1663), Obersterblandhofmeister in Österreich unter der Enns, Obersterblandmarschall der gefürsteten Grafschaft Tirol, Statthalter des Regiments der niederösterreichischen Lande, Ritter des Ordens vom Goldenen Vlies, Herrn auf St. Pölten, Laa, Dürnkrut, Mistelbach, Raspenbühel sowie Kaya und der Maximiliana Walburga († 12. Mai 1639), Tochter des Reichsfürsten Johann Georg zu Hohenzollern-Hechingen.

## Leben
Ernst Trautson war als jüngerer Sohn für eine kirchliche Laufbahn vorgesehen, studierte Philosophie und Katholische Theologie an der Universität Gregoriana in Rom. Am 12. März 1661 wurde er in Salzburg zum Diakon und am 11. Juni 1661 zum Priester geweiht und wurde Domherr von Salzburg und Straßburg.
Kaiser Leopold I. ernannte ihn am 23. März 1685 zum Fürstbischof von Wien, die päpstliche Bestätigung erfolgte am 10. September. Die Bischofsweihe empfing er am 28. Oktober 1685 vom Apostolischen Nuntius in Österreich, Francesco Buonvisi.
Die Siege von Prinz Eugen von Savoyen gegen die Türken bescherten Trautson eine friedliche Amtszeit.
Er setzte den Aufbau der Kirchen fort, die bei der Türkenbelagerung 1683 zerstört worden waren, und gestaltete den Stephansdom durch Errichtung neuer Altäre aus.
Er interessierte sich für Geschichte und Heraldik und ließ das Trautsoner Manuskript anfertigen, in dem Grabinschriften und Wappen der Wiener Kirchen kopiert sind.
Im Juli 1701 wurde Franz Anton Graf von Harrach sein Koadjutor.
Sein Grab befindet sich in der Bischofsgruft des Wiener Stephansdoms.
Siehe auch: Geschichte des Christentums in Österreich